# Petar Mandajiev
Petar Mandajiev (en bulgare Петър Мандаджиев, né le 6 novembre 1929, mort en février 2008) est un cavalier bulgare de dressage.
Aux Jeux olympiques d'été de 1980, il remporte la médaille d'argent par équipe et a la 9e place de l'épreuve individuelle.